# Ruud van Feggelen

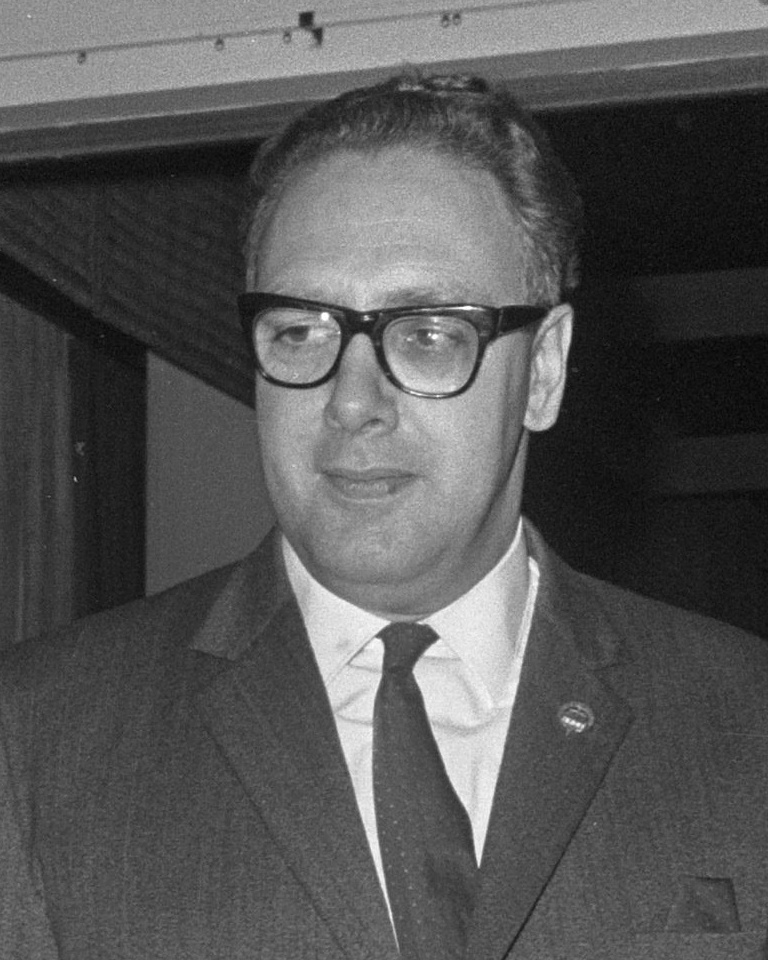
Ruud van Feggelen (1969)

Rudolf „Ruud“ Frederik Otto van Feggelen (* 14. April 1924 in Amsterdam; † 9. August 2002 in Deventer) war ein niederländischer Wasserballspieler. Mit der niederländischen Nationalmannschaft wurde er Olympiadritter 1948 und Europameister 1950.

## Sportliche Karriere
Ruud van Feggelen spielte für die Zwemvereniging De Meeuwen aus Amsterdam. 1947 belegte die niederländische Mannschaft bei der Europameisterschaft in Monte Carlo den fünften Platz unter zehn Mannschaften, wobei die Niederländer mit 18 Treffern hinter Europameister Italien die zweitmeisten Tore erzielten. Bei den Olympischen Spielen 1948 in London gewann die niederländische Mannschaft zunächst ihre Vorrunden- und dann auch ihre Zwischenrunden- und Halbfinalgruppe. In die Finalrunde nahmen die Niederländer ein Unentschieden gegen Belgien aus der Halbfinalrunde mit. Nach einem weiteren Unentschieden gegen Ungarn und einer 2:4-Niederlage gegen Italien erhielten die Niederländer die Bronzemedaille. Ruud van Feggelen traf in jedem Spiel mindestens einmal und warf insgesamt 16 Tore.
Zwei Jahre später fand in Wien die Europameisterschaft 1950 statt. Jede der sieben teilnehmenden Mannschaft trat gegen jede andere Mannschaft an. Die Niederländer gewannen alle sechs Spiele und warfen 58 Tore bei 16 Gegentreffern. Damit wurden sie Europameister vor den Schweden und den Jugoslawen. Der Europameistertitel blieb bis heute (Stand 2021) der einzige Titel für die niederländische Männer-Nationalmannschaft. 1952 bei den Olympischen Spielen in Helsinki erreichten die Niederländer in der Vorrunde den zweiten Platz hinter den Jugoslawen, wobei die beiden Mannschaften zweimal gegeneinander antraten und je einmal gewannen. In der Zwischenrunde belegten die Niederländer den dritten Platz hinter den Ungarn und den Jugoslawen. Damit mussten die Niederländer in der Platzierungsrunde für die Plätze 5 bis 8 antreten und erreichten dort den fünften Platz. In neun Spielen erzielte Ruud van Feggelen insgesamt 18 Tore, in zwei der neun Spiele konnte er keinen Treffer beisteuern.
Ruud van Feggelen ist der Bruder von Iet van Feggelen, die 1938 mehrere Weltrekorde im Rückenschwimmen aufstellte.